# Gladiolus vigilans
Gladiolus vigilans là một loài thực vật có hoa trong họ Diên vĩ. Loài này được Barnard miêu tả khoa học đầu tiên năm 1972.